# Studiolo de Belfiore

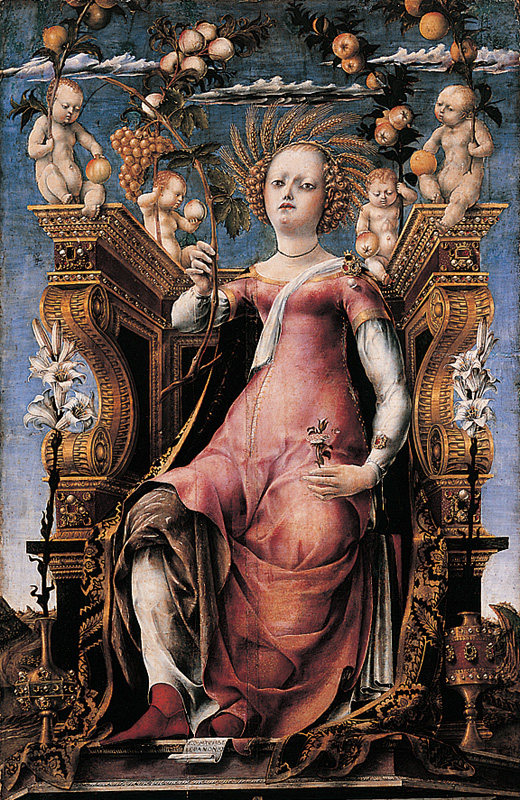
La Muse Thalie, Michele Pannonio, Musée des beaux-arts de Budapest.

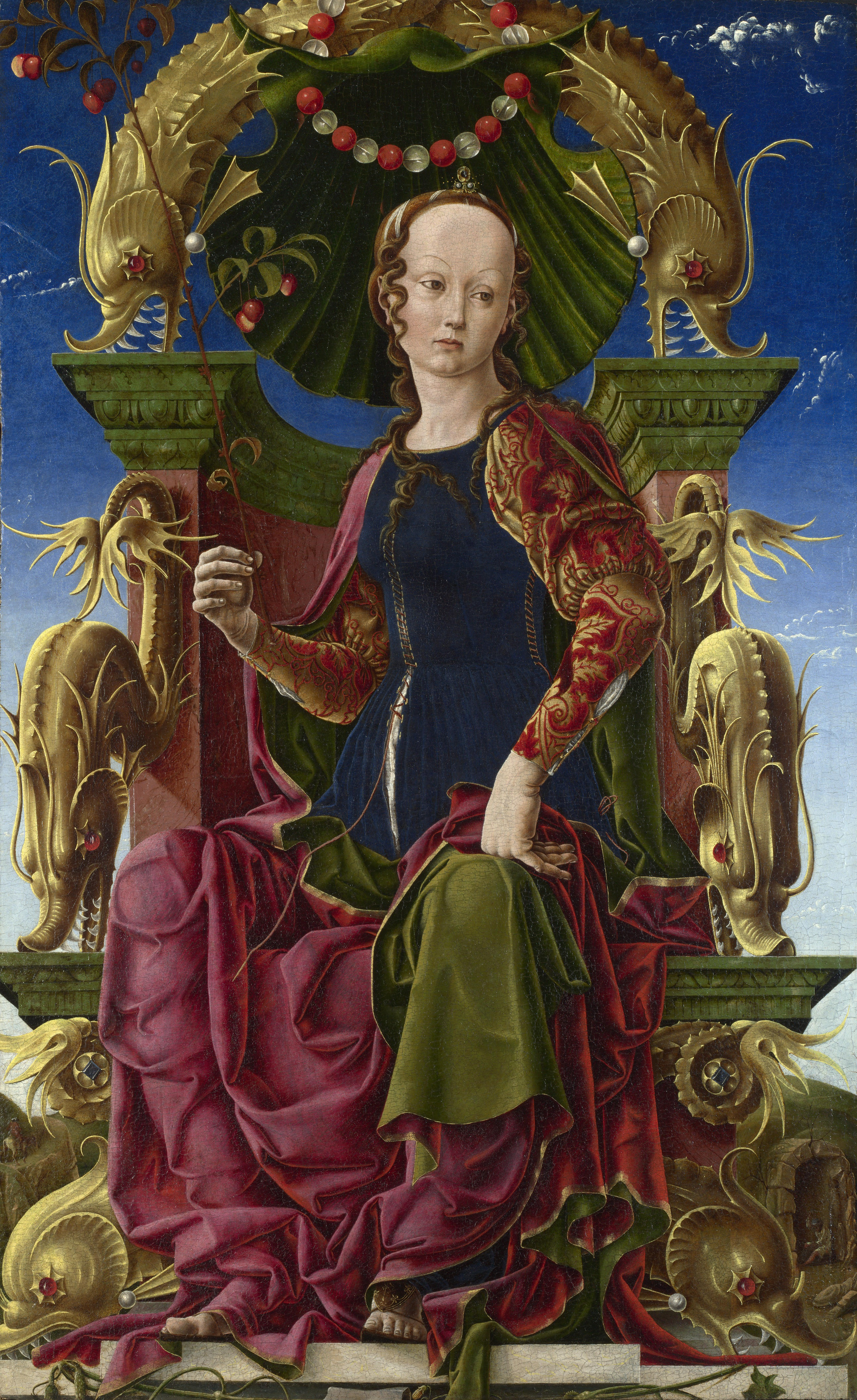
La Muse Calliope, Cosmè Tura, National Gallery, Londres.

Le Studiolo de Belfiore était une pièce qui se trouvait autrefois dans le palais Belfiore, perdu, d’architecture Renaissance situé à Ferrare dans la région italienne d'Émilie-Romagne.

## Histoire
Le palais, comme le Palazzo Schifanoia, est décrit comme une « delizia » de la dynastie d’Este, un espace destiné aux plaisirs et aux rencontres intellectuelles et politiques. La construction du « studiolo », cabinet de méditation, de lecture et bureau est initiée en 1447 par Lionel d'Este, premier prince connu pour avoir son studiolo, qui commande à Angelo Maccagnino un cycle de panneaux décoratifs représentant les neuf Muses pour le studiolo. Il le fait aménager sous l'influence de son maître, l’humaniste Guarino de Vérone. C'est sans doute ce dernier qui imagine le programme décoratif de la pièce, ornée à sa base de marqueteries, surmontées d'une série de peintures figurant les Muses. La touche chrétienne, voulue par la tradition pétrarquienne, est apportée par la présence du triptyque de la Descente de croix du peintre flamand Rogier van der Weyden. Cet ensemble est conçu pour inspirer le prince. 
Après la mort de Lionel d'Este survenue en 1450, Borso d'Este complète la décoration, laquelle est achevée vers 1463. La position exacte du palais est inconnue, il se trouverait alors près de l’église de Santa Maria degli Angeli, elle aussi déconsacrée et abandonnée au début du XXe siècle. En effet, celui-ci a été détruit par les armées assiégeantes vénitiennes puis, en 1683, un incendie a achevé sa destruction.
Des documents énumèrent les peintures du « studiolo disparu ». L’aménagement décoratif de la salle, dont les parois étaient probablement recouverts de marqueterie de bois, consiste en des représentations des Muses. Leurs présences collectives rappellent l’attention des mécènes de la Renaissance apportée aux symboles de la mythologie classique. Ces œuvres profanes sont maintenant dispersées dans des musées.

## Description
Le tableau Érato conservé à la pinacothèque de Ferrare est probablement de la main de Maccagnino (mort en 1456) ainsi que la partie supérieure de Terpsichore du Musée Poldi Pezzoli, complété par Cosmè Tura, son successeur.
L’aménagement décoratif de la salle, une description des figures allégoriques, a été conçu par Guarino de Vérone, tuteur de Lionel d'Este. En 1449, le palais comportait les peintures de Clio et Melpomène. La décoration du studio a continué après la mort de Lionel d'Este, mais le programme a subi des modifications. Les parois de marqueterie ont été détruites ainsi que le palais. Les œuvres qui n'ont pas été détruites ont été perdues ou dispersées dans divers musées. 
En partant d'une lettre de Guarino Veronese datée du 5 novembre 1447, huit panneaux peuvent être actuellement attribuées au studiolo :
- Érato, 122 × 72 cm, attribué à Angelo Maccagnino et un collaborateur de Cosmè Tura, pinacothèque de Ferrare ;
- Uranie , 122 × 72 cm, attribué à un peintre anonyme ferrarais, pinacothèque de Ferrare ;
- Terpsichore, 117,5 × 81 cm, attribué à Angelo Maccagnino et Cosmè Tura, Musée Poldi Pezzoli, Milan ;
- Thalie, 136 × 82 cm, attribué à Michele Pannonio, Musée des Beaux-Arts de Budapest ;
- Euterpe, 105 × 38,7 cm, peintre anonyme ferrarais, Musée des beaux-arts de Budapest ;
- Melpomène, 105 × 38,3 cm, peintre anonyme ferrarais, Musée des beaux-arts de Budapest ;
- Polymnie, 115 × 71 cm, peintre anonyme ferrarais, Gemäldegalerie, Berlin ;
- Calliope, 116 × 71 cm,  Cosmè Tura, National Gallery, Londres.

Les Muses
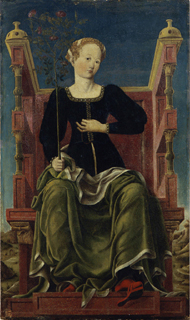
Érato
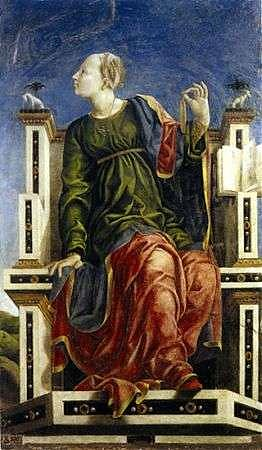
Uranie
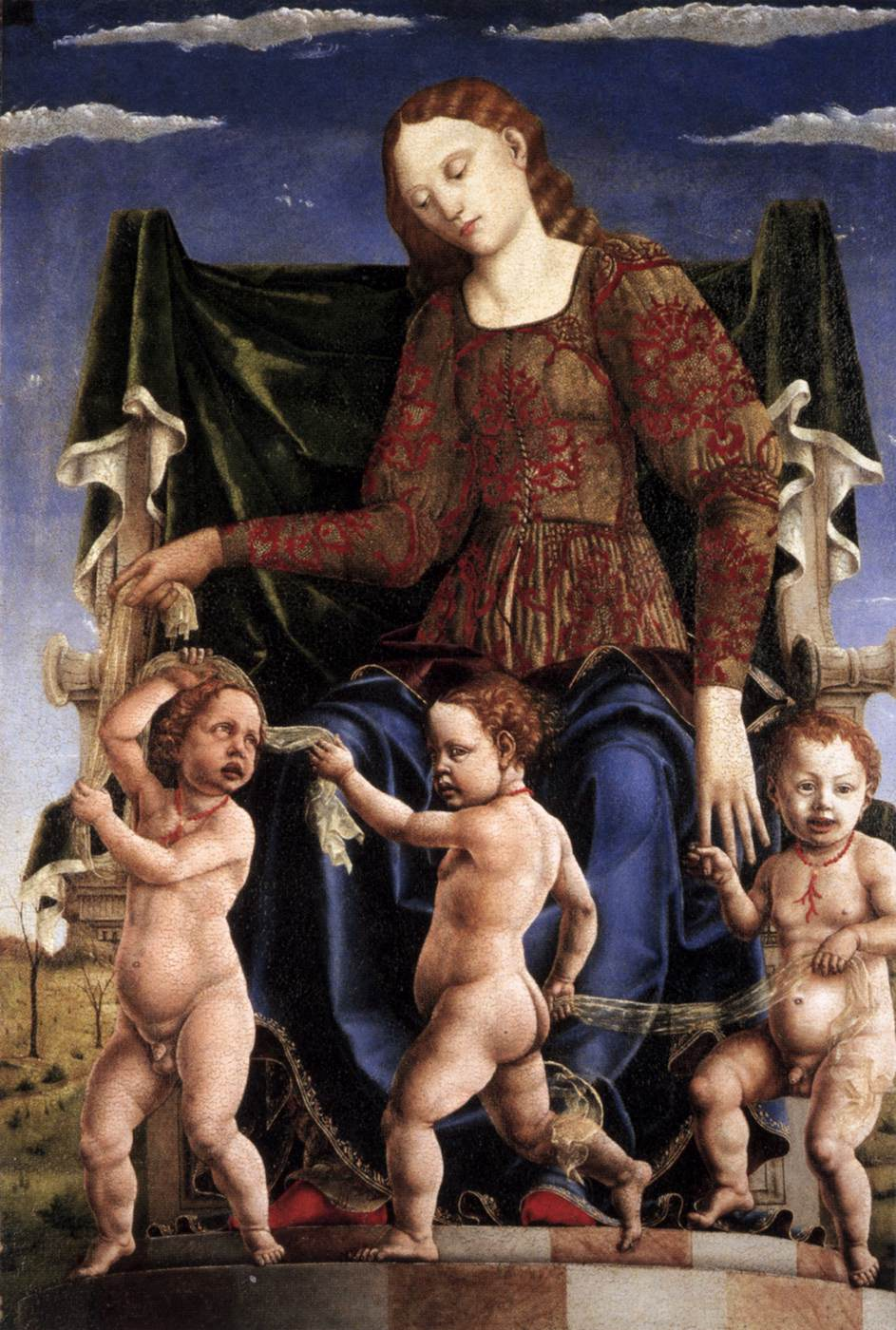
Terpsichore
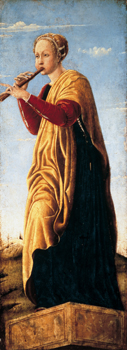
Euterpe
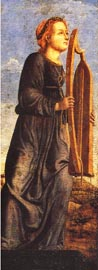
Melpomène
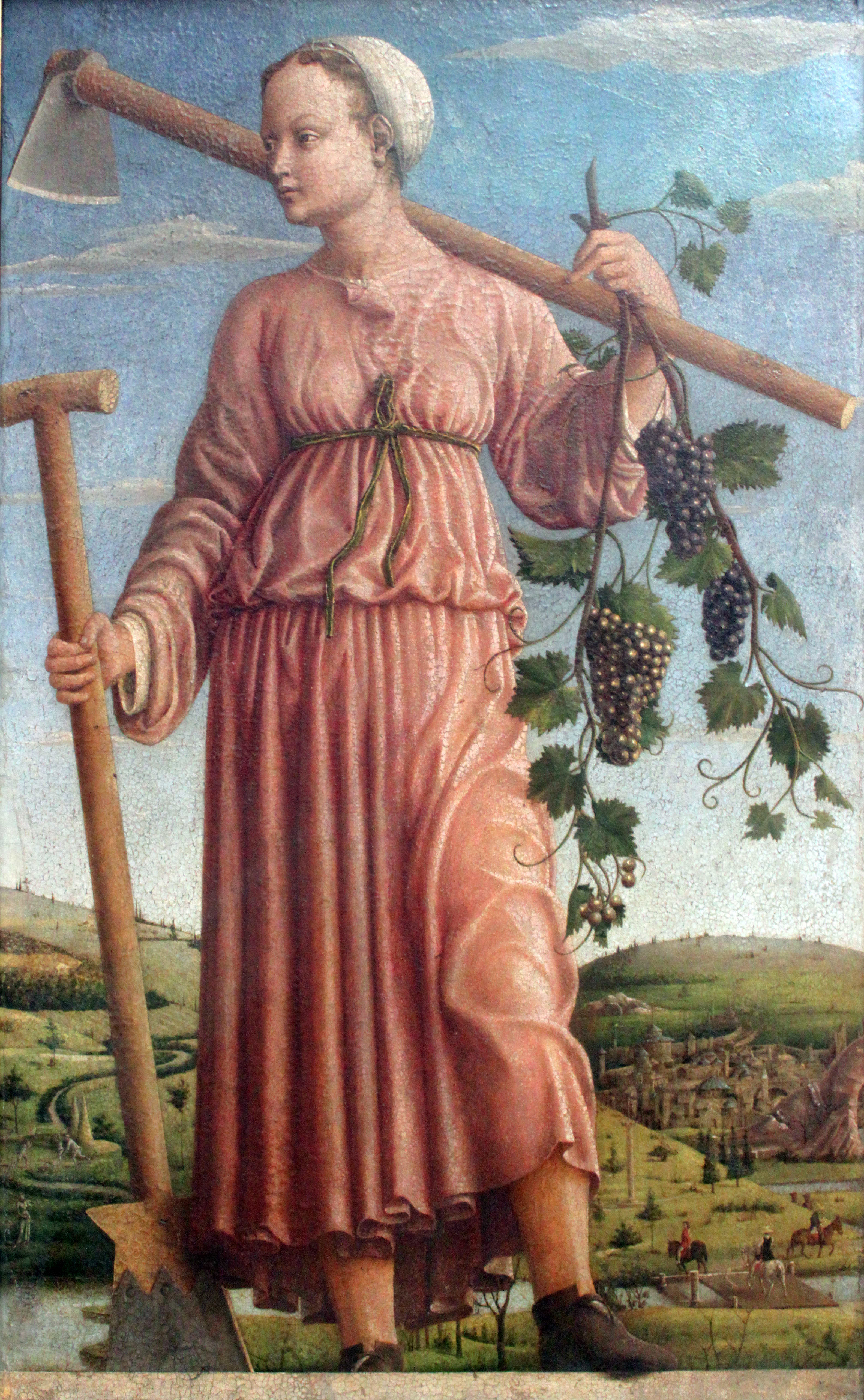
Polymnie